# 페드루 디아스 (유도 선수)
페드루 다니엘 카스텔루 브랑쿠 미란다 디아스(포르투갈어: Pedro Daniel Castelo Branco Miranda Dias, 1982년 5월 7일~)는 포르투갈의 전직 유도 선수이다. 2008년 하계 올림픽에 참가했으며  유럽 선수권 대회에서 동메달 1개를 획득했다.